# امضای ایزوتوپی

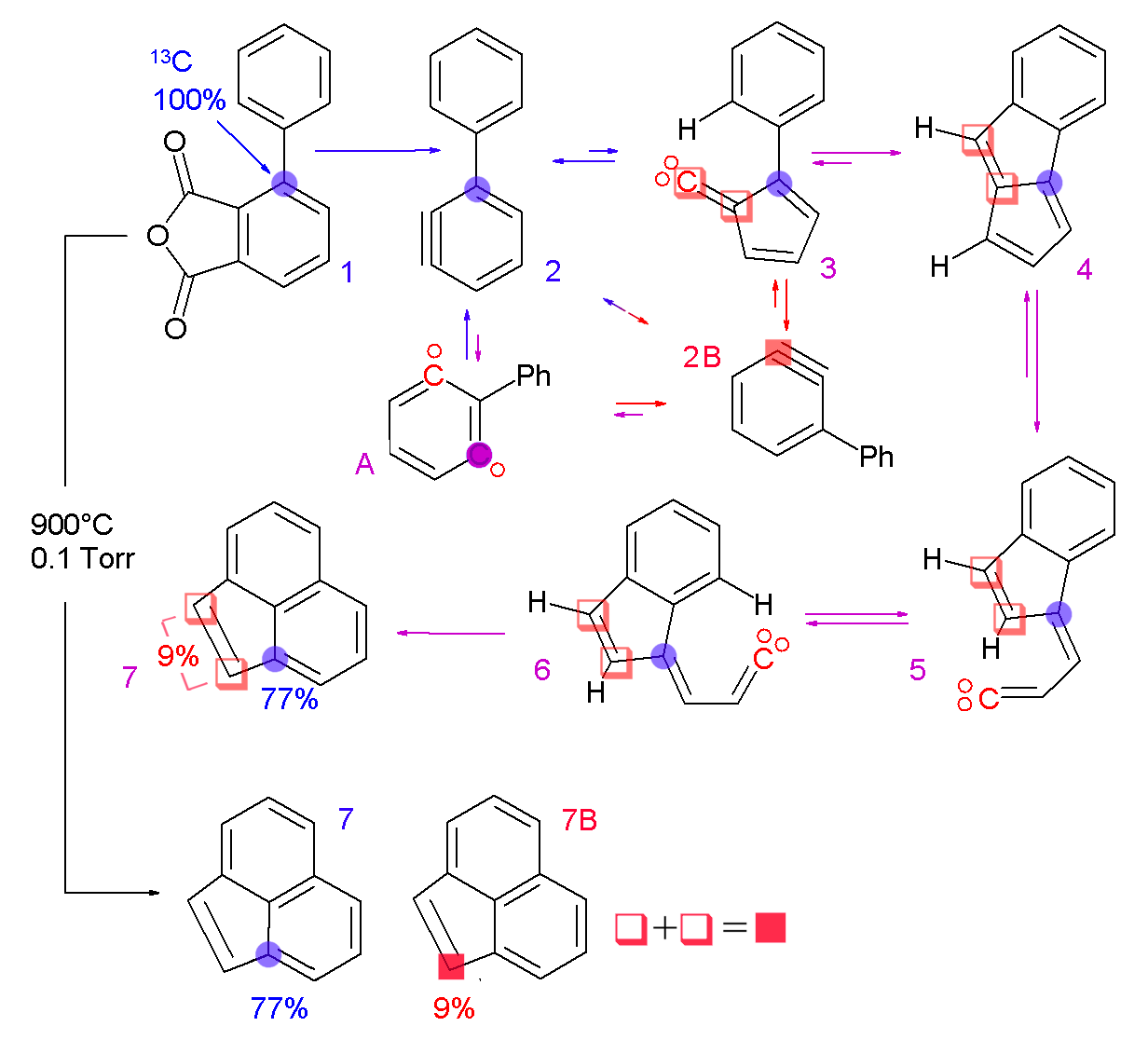
نمایی از امضای ایزوتوپی

امضای ایزوتوپی (همچنین اثر انگشت ایزوتوپی) نسبتی از «ایزوتوپ‌های پایدار» غیرپرتوزا، ایزوتوپ‌های پرتوزای پایدار، یا ایزوتوپ‌های رادیواکتیو ناپایدار عناصر خاص در یک ماده مورد بررسی است. نسبت ایزوتوپ‌ها در یک ماده نمونه با طیف‌سنجی جرمی میزان ایزوتوپ به یک ماده مرجع ایزوتوپی اندازه‌گیری می شود. این فرآیند آنالیز ایزوتوپی نامیده می‌شود.

## ایزوتوپ‌های پایدار
جرم اتمی ایزوتوپ‌های مختلف بر رفتار سینتیک شیمیایی آن‌ها تأثیر می گذارد و منجر به فرآیندهای جداسازی ایزوتوپ‌های طبیعی می‌شود.